# Enrique Ladrón de Guevara
Enrique Ladrón de Guevara Castañeda (* 17. Januar 1927 in Guadalajara, Jalisco; † 27. Februar 2014 ebenda) war ein mexikanischer Springreiter und Fußballfunktionär. 
Ladrón de Guevara stellte 1948 einen mexikanischen Rekord im Mächtigkeitsspringen auf, als er mit dem Pferd Nancy eine Hindernishöhe von 2,10 Meter überwand. In den Jahren 1959 und 1960 bekam er die Möglichkeit, an den großen nordamerikanischen Ostküstenturnieren in Harrisburg, New York, Washington und Toronto (The Royal Horse Show) teilzunehmen. Mit der mexikanischen Equipe gewann er 1960 den Nationenpreis im New Yorker Madison Square Garden. Aufgrund seiner Erfolge im mexikanischen Pferdesport wurde Ladrón de Guevara im Jahr 2001 in den Salón de la Fama des Bundesstaates Jalisco aufgenommen. 
Von 1967 bis 1973 war er Präsident des Club Deportivo Guadalajara, dessen Fußballmannschaft während seiner Amtszeit zum ersten Mal in der Vereinsgeschichte das Double gewann, als 1970 der achte Meistertitel und der zweite Pokalsieg errungen wurden. 